# Église Saint-Victor de Serbonnes
L'église Saint-Victor de Serbonnes est une église située à Serbonnes, en France.

## Localisation
L'église est située dans le département français de l'Yonne, sur la commune de Serbonnes.

## Historique
L'édifice est inscrit au titre des monuments historiques en 1926.